# Gérard Jansen
Gérard Jansen (Huissen, 15 augustus 1964) is een Nederlandse Internationaal Grootmeester dammen die als dammer is opgegroeid en nog steeds speelt bij Damvereniging Huissen. 
Hij eindigde in het Nederlands kampioenschap 5x op de 2e plaats en 5x op de 3e plaats maar slaagde er nooit in om de Nederlandse titel te winnen. 
Hij eindigde wel 2x op de gedeelde 1e plaats maar verloor beide keren de barrage om de titel (in 1996 van Erno Prosman en in 1998 van Harm Wiersma). 
Hij verloor beide barrages in een match met 3 remises in regulier tempo en een nederlaag in versneld tempo. 
Zijn grootste succes is het behalen van de Europese titel 1987 in Moskou.
Zijn hoogste klasseringen in het wereldkampioenschap zijn de 4e plaats in 2005 in Amsterdam, de gedeelde 4e plaats in 2003 in Zwartsluis en de gedeelde 5e plaats in 1986 in Groningen. 

## Resultaten in (inter)nationale kampioenschappen

### Jeugdwedstrijden
Hij werd in de Nederlandse jeugdkampioenschappen in 1978 aspirantenkampioen en eindigde bij de junioren zowel in 1982 als in 1983 op de met Hendrik van der Zee gedeelde 1e plaats.
Hij behaalde in het wereldkampioenschap voor junioren in 1981 in Brussel de 4e plaats en in 1983 in Westerhaar de 3e plaats.

### Nederlands kampioenschap
Hij nam in totaal deel aan 22 finales van het Nederlands kampioenschap, die plaatsvonden in de periode 1984-2007 waarin hij alleen in 1992 en 1993 niet deelnam. 
Zijn hoogste klassering was de 2e plaats die hij behaalde in
- 1987 (achter Jannes van der Wal)
- 1995 (achter Auke Scholma)
- 1996 (na een barrage om de titel met Erno Prosman)
- 1998 (na een barrage om de titel met Harm Wiersma)
- 2002 (achter Martin Dolfing)

Daarnaast behaalde hij 5x de 3e plaats: in 1986, 1991, 1997 (gedeeld met Clerc en vd Zee), 2003 en 2005 (gedeeld met Baljakin en H. Jansen). 

### Europees kampioenschap
Hij nam 4x deel aan het Europees kampioenschap met de volgende resultaten: 
| Jaar | Locatie   | Klassering | Score                | W-R-V        |
| ---- | --------- | ---------- | -------------------- | ------------ |
| 1987 | Moskou    | Goud       | 13-23                | 10-3-0       |
| 1992 | Parthenay | Brons      | 19-28                | 9-10-0       |
| 1995 | Lubliniec | 8e         | 19-23                | 5-13-1       |
| 2002 | Domburg   | Brons      | match om 3e pl. gew. | van Valneris |

### Wereldkampioenschap
Hij nam 5x deel aan het wereldkampioenschap dammen met de volgende resultaten: 
| Jaar | Locatie    | Klassering | Score | W-R-V  |
| ---- | ---------- | ---------- | ----- | ------ |
| 1986 | Groningen  | ged. 5e    | 19-23 | 5-13-1 |
| 1988 | Paramaribo | 9e         | 19-23 | 5-13-1 |
| 1992 | Toulon     | ged. 10e   | 23-27 | 8-11-4 |
| 2003 | Zwartsluis | ged.4e     | 19-23 | 5-13-1 |
| 2005 | Amsterdam  | 4e         | 11-13 | 2-9-0  |